# Esqui cross-country nos Jogos Olímpicos de Inverno de 2022
As competições do esqui cross-country nos Jogos Olímpicos de Inverno de 2022 foram realizadas no Centro Nacional de Cross-Country Zhangjiakou, em Zhangjiakou, Hebei, entre 5 e 20 de fevereiro. Um total de 12 eventos, sendo seis de cada gênero, estiveram em disputa com provas no estilo clássico, livre, skiathlon, revezamento e de velocidade individual e por equipes.

## Programação
A seguir está a programação da competição para os doze eventos da modalidade.
Horário local (UTC+8).
| Data            | Horário | Evento                                |
| --------------- | ------- | ------------------------------------- |
| 5 de fevereiro  | 15:45   | 15 km skiathlon feminino              |
| 6 de fevereiro  | 15:00   | 30 km skiathlon masculino             |
| 8 de fevereiro  | 16:00   | Velocidade individual livre feminino  |
| 8 de fevereiro  | 16:50   | Velocidade individual livre masculino |
| 10 de fevereiro | 15:00   | 10 km clássico feminino               |
| 11 de fevereiro | 15:00   | 15 km clássico masculino              |
| 12 de fevereiro | 15:30   | Revezamento 4 x 5 km feminino         |
| 13 de fevereiro | 15:00   | Revezamento 4 x 10 km masculino       |
| 16 de fevereiro | 17:00   | Velocidade equipes clássico feminino  |
| 16 de fevereiro | 18:00   | Velocidade equipes clássico masculino |
| 19 de fevereiro | 15:00   | 50 km livre masculino                 |
| 20 de fevereiro | 14:30   | 30 km livre feminino                  |

## Qualificação
Foram disponibilizadas um máximo de 296 vagas para os esquiadores competirem nos jogos. Um máximo de 16 poderiam ser inscritos por cada Comitê Olímpico Nacional, sendo 8 homens ou 8 mulheres. As nações que tiverem um atleta com menos de 300 pontos da FIS no Campeonato Mundial de 2021, ou no Campeonato Mundial sub-23, ganharam a vaga para pelo menos um competidor nas competições do esqui cross-country.

## Medalhistas
Masculino
| Evento                          | Ouro                                                                     | Prata                                                                            | Bronze                                                                  |
| ------------------------------- | ------------------------------------------------------------------------ | -------------------------------------------------------------------------------- | ----------------------------------------------------------------------- |
| 15 km clássico detalhes         | Iivo Niskanen FIN Finlândia                                              | Alexander Bolshunov ROC                                                          | Johannes Høsflot Klæbo NOR Noruega                                      |
| 30 km skiathlon detalhes        | Alexander Bolshunov ROC                                                  | Denis Spitsov ROC                                                                | Iivo Niskanen FIN Finlândia                                             |
| 50 km livre[*] detalhes         | Alexander Bolshunov ROC                                                  | Ivan Yakimushkin ROC                                                             | Simen Hegstad Krüger NOR Noruega                                        |
| Revezamento 4 x 10 km detalhes  | Aleksey Chervotkin Alexander Bolshunov Denis Spitsov Sergey Ustiugov ROC | Emil Iversen Pål Golberg Hans Christer Holund Johannes Høsflot Klæbo NOR Noruega | Richard Jouve Hugo Lapalus Clément Parisse Maurice Manificat FRA França |
| Velocidade individual detalhes  | Johannes Høsflot Klæbo NOR Noruega                                       | Federico Pellegrino ITA Itália                                                   | Alexander Terentyev ROC                                                 |
| Velocidade por equipes detalhes | Erik Valnes Johannes Høsflot Klæbo NOR Noruega                           | Iivo Niskanen Joni Mäki FIN Finlândia                                            | Alexander Bolshunov Alexander Terentyev ROC                             |

* ^ O evento foi encurtado para 28,4 km devido aos fortes ventos e baixas temperaturas.
Feminino
| Evento                          | Ouro                                                                   | Prata                                                                       | Bronze                                                                 |
| ------------------------------- | ---------------------------------------------------------------------- | --------------------------------------------------------------------------- | ---------------------------------------------------------------------- |
| 10 km clássico detalhes         | Therese Johaug NOR Noruega                                             | Kerttu Niskanen FIN Finlândia                                               | Krista Pärmäkoski FIN Finlândia                                        |
| 15 km skiathlon detalhes        | Therese Johaug NOR Noruega                                             | Natalya Nepryayeva ROC                                                      | Teresa Stadlober AUT Áustria                                           |
| 30 km livre detalhes            | Therese Johaug NOR Noruega                                             | Jessie Diggins USA Estados Unidos                                           | Kerttu Niskanen FIN Finlândia                                          |
| Revezamento 4 x 5 km detalhes   | Yuliya Stupak Natalya Nepryayeva Tatiana Sorina Veronika Stepanova ROC | Katherine Sauerbrey Katharina Hennig Victoria Carl Sofie Krehl GER Alemanha | Maja Dahlqvist Ebba Andersson Frida Karlsson Jonna Sundling SWE Suécia |
| Velocidade individual detalhes  | Jonna Sundling SWE Suécia                                              | Maja Dahlqvist SWE Suécia                                                   | Jessie Diggins USA Estados Unidos                                      |
| Velocidade por equipes detalhes | Katharina Hennig Victoria Carl GER Alemanha                            | Maja Dahlqvist Jonna Sundling SWE Suécia                                    | Yuliya Stupak Natalya Nepryayeva ROC                                   |

## Quadro de medalhas
| Ordem | País               | Medalha de ouro | Medalha de prata | Medalha de bronze |    | Ordem por total |
| ----- | ------------------ | --------------- | ---------------- | ----------------- | -- | --------------- |
| 1     | NOR Noruega        | 5               | 1                | 2                 | 8  | 2               |
| 2     | ROC                | 4               | 4                | 3                 | 11 | 1               |
| 3     | FIN Finlândia      | 1               | 2                | 3                 | 6  | 3               |
| 4     | SWE Suécia         | 1               | 2                | 1                 | 4  | 4               |
| 5     | GER Alemanha       | 1               | 1                |                   | 2  | 5               |
| 6     | USA Estados Unidos |                 | 1                | 1                 | 2  | 5               |
| 7     | ITA Itália         |                 | 1                |                   | 1  | 7               |
| 8     | AUT Áustria        |                 |                  | 1                 | 1  | 7               |
|       | FRA França         |                 |                  | 1                 | 1  | 7               |
| TOTAL | TOTAL              | 12              | 12               | 12                | 36 | —               |